# 猿まわし

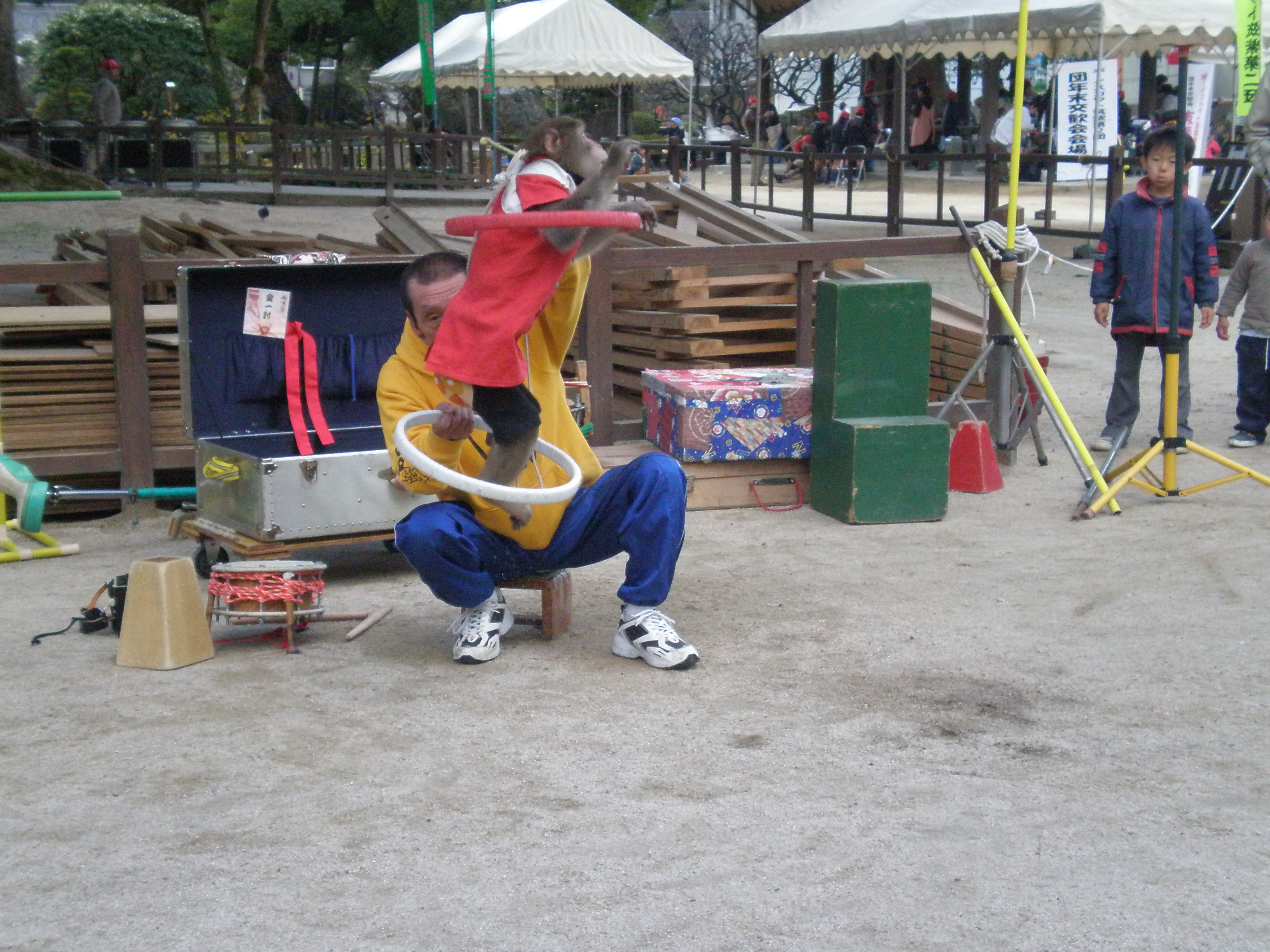
太宰府天満宮の猿回し。上下の輪の中をジャンプしてくぐろうとしている。

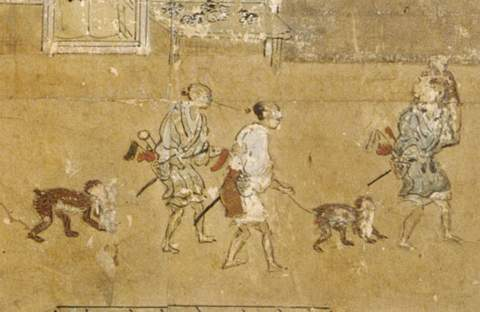
洛中洛外図屏風に描かれた猿曳（さるひき）と猿。

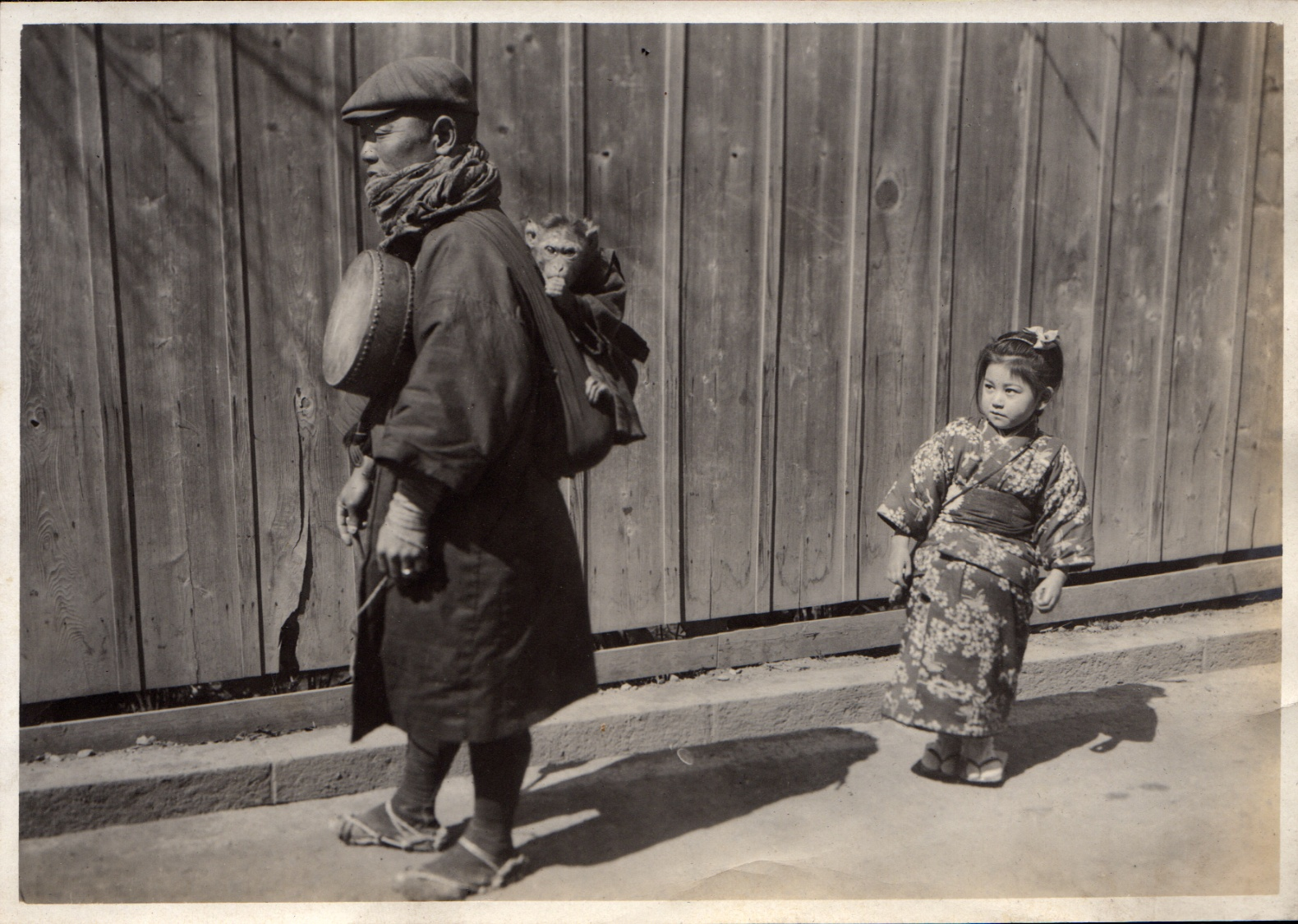
猿回し師。大正初期

猿まわし（さるまわし、猿回し）とは、猿使いの口上や太鼓の音に合わせて猿が踊りや寸劇などを見せる大道芸の一種。猿飼、猿曳、猿引、猿舞、野猿まわし、猿太夫、猿遣、猿使などとも呼ばれている。近年は、動物を働かせたり道化役として利用することへの反対の声が大きくなり、国内では、日本動物園水族館協会に加入している動物園での類人猿の芸は皆無となっている。

## 他国の例
発掘された粘土板に書かれた楔形文字から4500年前のメソポタミア文明に猿回しが職業としてあったことがわかっている。猿を使った芸は日本へは奈良時代に中国から伝わったとされている。昔から馬の守護神と考えられてきた猿を使った芸は、武家での厩舎の悪魔払いや厄病除けの祈祷の際に重宝され、初春の門付（予祝芸能）を司るものとして、御所や高家への出入りも許されていた。それが室町時代以降から徐々に宗教性を失い、猿の芸のみが独立して、季節に関係なく大道芸として普及していった。
中国では、猴戲、猴子戲のほか、馬の守護神と考えられたため馬留とも呼ばれ、遅くとも唐代から始まり、河南省新野県が発祥とされている。
インドでは賤民が馬と共に猿を連れて芸を見せるという風習が有った。

## 歴史
江戸時代には、全国各地の城下町や在方に存在し、「猿曳（猿引、猿牽）」「猿飼」「猿屋」などの呼称で呼ばれる猿まわし師の集団が存在し、地方や都市への巡業も行った。近世期の猿引の一部は賤視身分で、風俗統制や身分差別が敷かれることもあった。当時、猿まわし師は猿飼（さるかい）と呼ばれ、旅籠に泊まることが許されず、地方巡業の際はその土地の長吏や猿飼の家に泊まらなければならなかった。新春の厩の禊ぎのために宮中に赴く者は大和もしくは京の者、幕府へは尾張、三河、遠江の者と決まっていた。
猿まわしの本来の職掌は、牛馬舎とくに厩（うまや）の祈祷にあった。猿は馬や牛の病気を祓い、健康を守る力をもつとする信仰・思想があり、そのために猿まわしは猿を連れあるき、牛馬舎の前で舞わせたのである。大道や広場、各家の軒先で猿に芸をさせ、見物料を取ることは、そこから派生した芸能であった。
明治以降は、多くの猿まわし師が転業を余儀なくされ、江戸・紀州・周防の3系統が残されて活動した。大正時代に東京で廻しているのは主に山口県熊毛郡の者だった。昭和初期になると、猿まわしを営むのは、ほぼ山口県光市浅江高州地域のみとなり、この地域の芸人集団が全国に猿まわしの巡業を行なうようになった。
猿まわし師には「親方」と「子方」があり、子方は猿まわし芸を演じるのみで、調教は親方が行なっていた。
高州の猿まわしは、明治時代後半から大正時代にかけてもっとも盛んだったが、昭和に入ると徐々に衰え始める。職業としての厳しさ、「大道芸である猿まわしが道路交通法に違反している」ことによる警察の厳しい取締り、テキ屋の圧迫などから、昭和30年代（1955年 - 1964年）に猿まわしはいったん絶滅した。
しかし、1970年に小沢昭一が消えゆく日本の放浪芸の調査中に光市の猿まわしと出合ったことをきっかけに、1978年（昭和53年）に周防猿まわしの会が猿まわしを復活させ、現在は再び人気芸能となっている。

## 動物福祉の問題
国際自然保護連合はレクリエーションに霊長類を使用することは動物福祉に反すると明言している。「観光用の娯楽として利用される霊長類はすべて、乳幼児期に母親から引き離され、他の同類と暮らす機会を奪われている。母親から引き離された霊長類は、心理的・肉体的な苦痛を受ける」「芸をする霊長類や交流に使われる霊長類は、残酷な扱いを受ける」「『人間』の環境にいる霊長類の姿は、人々にそのような交流が肯定的で、安全で、無害であるという誤った情報を植え付ける」として、責任ある旅行者として、霊長類がエンターテイナーとして利用されていない観光活動や観光地を支援し、楽しむよう呼び掛けている。
国内では戦前からサルを道化役として利用することが人気だったが、動物を働かせたり道化役として利用することへの反対の声が大きくなったことなどから、上野動物園のサルの電車は1974年に廃止。類人猿の尊厳を問題としている現代では、少なくとも公的機関による動物芸は少ないとされる。

## 猿回しが登場する作品
- 浄瑠璃『近頃河原の達引』- 心中を扱った浄瑠璃作品で、人形浄瑠璃や歌舞伎の人気演目のひとつ。主人公の遊女の兄として猿回しの与次郎が登場し、盲目の母を助ける孝行者として描かれる。この話は実話を元に創作されたもので、ある心中事件があった元文3年に、京都の東堀川に住んでいた丹後屋佐吉という猿回しが盲目の母親に孝行を尽くしたことで表彰され、それらを題材に作られた。与次郎というのは京都の非人頭の通称で、享保年間に名高かった「叩きの与次郎（門口で扇を叩きながら祝言や歌を披露して生活する人たちのことで、京都悲田院の与次郎が始めたことからそう呼ばれた）」から名を借りて使われた[10]。
- 落語『堀川（猿回し、堀川猿回しとも）』- 上記の『近頃河原達引』をパロディにした落語。

## 猿芝居

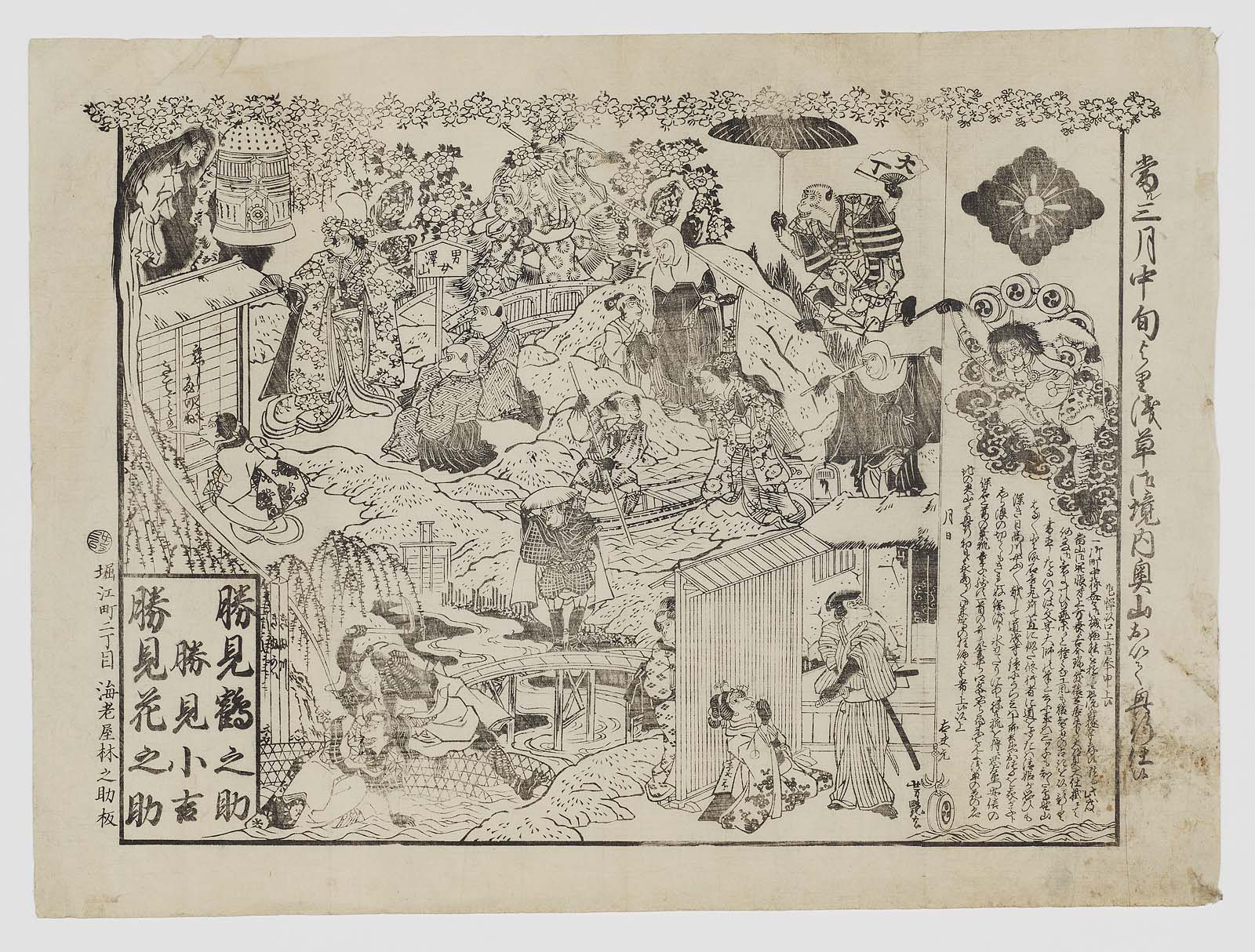
猿芝居の引き札。1860年

猿に衣装を着せて歌舞伎役者の真似をさせる見世物のことで、猿歌舞伎とも言われた。1785年に猿に髷と衣装をつけさせた興行が江戸境町で行われたのが最初で、評判となり京阪でも行われた。江戸の猿飼頭・小川門太夫の末裔の九代目（明治時代)によると、天保の頃、東都猿飼十二軒の中の者が年四度の御屋舗廻りの余暇に、道楽半分の余興としてやっていたという。1860年3月には、猿大夫・勝見鶴之助一座が浅草奥山で興行した引き札が残っている。
東郷実は明治後期に生まれ故郷の片田舎でも猿芝居の太閤記を見られたことを挙げ、猿芝居は当時もっとも普遍的なものであったと記している。昭和初期には猿芝居の太夫元は全国に5、6座あり、使い手を太夫、座頭格の者を大太夫と称し、太夫数名と木戶番などを合せて一座十数名、猿6、7匹、犬2、3匹が通常で、猿は純日本産、特に四国、紀州産のものが喜ばれた。小沢昭一によると、小屋掛けの舞台に何匹もの猿を並べて芝居仕立てで芸を見せる猿芝居は戦前まで見られたという。